# 七王国的骑士 (电视剧)
《七王国的骑士》（英語：A Knight of the Seven Kingdoms）是一部根据美国作家乔治·R·R·马丁所写的小说集《七王国的骑士》改编成的电视剧，预计在2025年上映。

## 剧情
本电视剧讲述的是邓肯爵士和他的随从伊戈（伊耿五世）的故事。

## 饰演
- 彼得·克拉菲饰演“高个”邓肯（邓克）爵士，出身卑微的游侠骑士。
- 德克斯特·索尔·安塞尔饰演伊耿五世·“伊戈”·坦格利安，坦格利安王朝的王子，邓肯爵士的侍从。
- 芬恩·贝内特饰演埃里昂·“光焰”·坦格利安，伊耿五世的哥哥。
- 伯蒂·卡维尔饰演贝勒·“破矛者”·坦格利安，铁王座的继承人，戴伦二世的首相，以及埃里昂和伊耿五世的叔叔。
- 坦兹恩·克劳福德饰演坦塞尔，多恩的木偶戏表演者。
- 丹尼尔·英斯饰演莱昂内尔·拜拉席恩爵士，被称为“嘲笑风暴者”的骑士，风暴之地的继承人。
- 萨姆·斯普鲁尔饰演梅卡尔·坦格利安，盛夏厅亲王，贝勒的弟弟，以及埃里昂和伊耿五世的父亲。

## 拍摄进度
2024年，HBO开始拍摄电视剧《七王国的骑士》。。